# Івонн Беніш
Івонн Беніш  (нім. Yvonne Bönisch, 29 грудня 1980) — німецька дзюдоїстка, олімпійська чемпіонка.

## Виступи на Олімпіадах
| Олімпіада  | Дисципліна             | Місце |
| ---------- | ---------------------- | ----- |
| Афіни 2004 | дзюдо, легка категорія | 1     |
| Пекін 2008 | дзюдо, легка категорія | 9T    |